# 미시소가의 시내버스 노선 목록
캐나다 온타리오주 미시소가의 시내버스를 운행하는 마이웨이는 총 81개 버스 노선을 운영하며, 이 중 4개 노선은 평일에 24시간 운행한다. 모든 노선은 휠체어 승객이 이용할 수 있는 저상 버스로 운행한다. 미시소가에 운행하는 토론토 교통국 버스는 토론토의 시내버스 노선 목록을, 오크빌 교통 버스는 해당 문서를 참조한다.
아래 버스 노선은 2022년 7월 기준이다.
| 노선 번호 | 버스 유형 | 버스 유형                  |
| --------- | --------- | -------------------------- |
| 1-99      | 일반 버스 | 마이로컬 (MiLocal)         |
| 300번대   | 통학버스  | 마이로컬 (MiLocal)         |
| 100번대   | 급행 버스 | 마이익스프레스 (MiExpress) |

| 노선 | 노선                                       | 노선                                    | 종점        | 종점                                                                                       | 종점                             | 종점                                                                  | 주요 경유 도로 | 운행 시간                                                                        |
| ---- | ------------------------------------------ | --------------------------------------- | ----------- | ------------------------------------------------------------------------------------------ | -------------------------------- | --------------------------------------------------------------------- | --- | -------------------------------------------------------------------------------- |
| 1    | 던다스                                     | Dundas                                  | 동          | 토론토 이즐링턴 / 시티센터웨스트 키플링역                                                  | 서                               | 셰리던 레이어드 로드 / 리지웨이 드라이브                              | 던다스 스트리트 | 매일 상시 운행, 평일 24시간 운행                                                 |
| 1C   | 던다스 / 칼리지웨이                        | Dundas-Collegeway                       | 동          | 토론토 이즐링턴 / 시티센터웨스트 키플링역                                                  | 서                               | 에린밀스 사우스커먼 센터                                              | 던다스 스트리트, 미시소가 로드, 칼리지웨이 | 매일 상시 운행                                                                   |
| 2    | 휴론타리오                                 | Hurontario                              | 북          | 시티센터 미시소가 시티센터 버스 터미널                                                     | 남                               | 포트크레딧 포트크레딧역                                               | 휴론타리오 스트리트 | 매일 상시 운행, 평일 24시간 운행                                                 |
| 3    | 블루어                                     | Bloor                                   | 동          | 토론토 이즐링턴 / 시티센터웨스트 키플링역                                                  | 서                               | 시티센터 미시소가 시티센터 버스 터미널                                | 블루어 스트리트, 미시소가밸리 블루버드, 엠 드라이브, 카리야 드라이브 | 매일 상시 운행, 평일 24시간 운행                                                 |
| 4    | 셜웨이가든스                               | Sherway Gardens                         | 동          | 토론토 이즐링턴 / 시티센터웨스트 셜웨이가든스                                              | 서                               | 쿡스빌 쿡스빌역                                                       | 힐크레스트 애비뉴, 페이슬리 블루버드, 카밀라 로드, 테드윈 드라이브, 노스 서비스 로드, 딕시 로드, 퀸스웨이 - 휴론 공원 방면: 페이슬리 블루버드 | 평일 출퇴근 시간대에 운행                                                        |
| 4    | 셜웨이가든스                               | Sherway Gardens                         | 동          | 토론토 이즐링턴 / 시티센터웨스트 셜웨이가든스                                              | 서                               | 쿡스빌 휴론 공원                                                      | 힐크레스트 애비뉴, 페이슬리 블루버드, 카밀라 로드, 테드윈 드라이브, 노스 서비스 로드, 딕시 로드, 퀸스웨이 - 휴론 공원 방면: 페이슬리 블루버드 | 나머지 시간대에 운행                                                             |
| 5    | 딕시                                       | Dixie                                   | 북          | 로리마 드라이브 / 카디프 로드                                                              | 남                               | 토론토 롱브랜치 롱브랜치역                                            | 콜롬버스 로드, 미드웨이 블루버드, 딕시 로드, 사우스 서비스 로드, 오그덴 애비뉴, 레이크쇼어 로드 | 매일 상시 운행                                                                   |
| 6    | 크레딧우드랜즈                             | Credit Woodlands                        | 동          | 시티센터 미시소가 시티센터 버스 터미널                                                     | 서                               | 에린데일 웨스트데일 몰                                                | 리빙아츠 드라이브, 웹 로드, 그랜드파크 드라이브, 센트럴 파크웨이, 에린데일 스테이션 로드, 번햄토르프 로드, 퀸스턴 드라이브, 맥브라이드 애비뉴, 포레스트우드 드라이브 | 매일 상시 운행                                                                   |
| 7    | 에어포트                                   | Airport                                 | 북          | 맬튼 웨스트우드 스퀘어                                                                     | 남                               | 시티센터 미시소가 시티센터 버스 터미널                                | 모닝스타 드라이브, 에어포트 로드, 토론토 피어슨 국제공항, 칼링뷰 드라이브, 렌포스 드라이브, 매더슨 블루버드, 크리크뱅크 로드, 에글린턴 애비뉴, 휴론타리오 스트리트 | 매일 상시 운행, 평일 24시간 운행                                                 |
| 8    | 코스라                                     | Cawthra                                 | 북          | 시티센터 미시소가 시티센터 버스 터미널                                                     | 남                               | 포트크레딧 포트크레딧역                                               | 리빙아츠 드라이브, 번햄토르프 로드, 카리야 드라이브, 엠 드라이브, 미시소가밸리 블루버드, 블루어 스트리트, 코스라 로드, 앳워터 애비뉴, 미네올라 로드, 휴론타리오 스트리트 | 월-토 상시 운행                                                                  |
| 9    | 래스번 / 토마스                            | Rathburn-Thoams                         | 동          | 시티센터 미시소가 시티센터 버스 터미널                                                     | 서                               | 처칠메도우스 처칠메도우스 커뮤니티 센터                               | 에린센터 블루버드, 처칠메도우스 블루버드, 토마스 스트리트, 미시소가 로드, 에글린턴 애비뉴, 크레딧뷰 로드, 래스번 로드 - 스트리트빌역 경유: 퀸 스트리트 | 매일 상시 운행 스트리츠빌역 평일 출퇴근 시간대에 경유                            |
| 10   | 브리스톨 / 브리태니아                      | Bristol / Britannia                     | 북          | 메도우베일 메도우베일 타운 센터                                                            | 남                               | 시티센터 미시소가 시티센터 버스 터미널                                | 밀러스 그로브, 윈드우드 드라이브, 브리태니아 로드, 리버그로브 애비뉴, 브리스톨 로드, 센트럴 파크웨이, 메도우스 블루버드 | 매일 상시 운행                                                                   |
| 11   | 웨스트우드                                 | Westwood                                | 북          | 맬튼 웨스트우드 스퀘어                                                                     | 남                               | 토론토 이즐링턴 / 시티센터웨스트 키플링역                             | 고어웨이 드라이브, 데리 로드, 렉스데일 블루버드, 27/427번 고속도로, 던다스 스트리트 | 매일 상시 운행                                                                   |
| 13   | 글렌에린                                   | Glen Erin                               | 북          | 메도우베일 메도우베일 타운 센터                                                            | 남                               | 클락슨 클락슨역                                                       | 글렌에린 드라이브, 사우스 밀웨이, 사우스다운 로드 | 매일 상시 운행                                                                   |
| 14   | 론파크                                     | Lorne Park                              | 동          | 포트크레딧 포트크레딧역                                                                    | 서                               | 클락슨 클락슨역                                                       | 에린밀스 파크웨이, 트루스콧 드라이브, 론파크 로드, 인디언 로드, 미시소가 로드, 레이크쇼어 로드 - 14A: 사우스다운 로드, 레이크쇼어 로드, 윈스턴 처칠 블루버드, 로열 윈저 드라이브 | 평일 상시 운행                                                                   |
| 14A  | 론파크 공업단지                            | Lorne Park Indusrial                    | 동          | 포트크레딧 포트크레딧역                                                                    | 서                               | 클락슨 클락슨역 윈스턴 처칠 경유                                      | 에린밀스 파크웨이, 트루스콧 드라이브, 론파크 로드, 인디언 로드, 미시소가 로드, 레이크쇼어 로드 - 14A: 사우스다운 로드, 레이크쇼어 로드, 윈스턴 처칠 블루버드, 로열 윈저 드라이브 | 평일 출퇴근 시간대 운행                                                          |
| 15   | 드루                                       | Drew                                    | 동          | 맬튼 웨스트우드 스퀘어                                                                     | 서                               | 카디프 블루버드                                                       | 데리 로드, 딕시 로드, 트랜미어 드라이브, 드루 로드, 토브램 로드, 리나 로드, 테임스게이트 드라이브, 네더우드 로드, 브랜든 게이트 드라이브, 카탈파 로드 | 평일 출퇴근 시간대에 운행                                                        |
| 16   | 맬튼                                       | Malton                                  | 반시계 방향 | 반시계 방향                                                                                | 맬튼 웨스트우드 스퀘어           | 맬튼 웨스트우드 스퀘어                                                | 다셀 애비뉴, 렉스우드 로드, 내슈아 드라이브, 고어웨이 드라이브, 렉스우드 로드, 다셀 애비뉴, 모닝 스타 드라이브, 티스워터 로드, 브랜든 게이트 드라이브, 고어웨이 드라이브 | 월-토 상시 운행                                                                  |
| 16A  | 맬튼                                       | Malton                                  | 시계 방향   | 시계 방향                                                                                  | 맬튼 웨스트우드 스퀘어           | 맬튼 웨스트우드 스퀘어                                                | 고어웨이 드라이브, 브랜든 게이트 드라이브, 티스워터 로드, 모닝 스타 드라이브, 다셀 애비뉴, 렉스우드 로드, 내슈아 드라이브, 고어웨이 드라이브, 렉스우드 로드, 다셀 애비뉴 | 매일 상시 운행                                                                   |
| 17   | 휴론타리오                                 | Hurontario                              | 북          | 휴론타리오 / 407번 고속도로 환승 주차장                                                    | 남                               | 시티센터 미시소가 시티센터 버스 터미널                                | 휴론타리오 스트리트 | 매일 상시 운행, 평일 24시간 운행                                                 |
| 18   | 맥로플린 / 데리                            | McLaughlin-Derry                        | 북          | 브램턴 셰리던 대학 데이비스 캠퍼스                                                         | 남                               | 휴론타리오 / 407번 고속도로 환승 주차장                               | 맥로플린 로드, 데리 로드, 에드워즈 블루버드 | 평일 상시 운행                                                                   |
| 20   | 래스번                                     | Rathburn                                | 동          | 토론토 이즐링턴 / 시티센터웨스트 키플링역                                                  | 서                               | 에린데일 에린데일역                                                   | 래스번 로드, 번햄토르프 로드, 427번 고속도로, 던다스 스트리트 | 매일 상시 운행                                                                   |
| 22   | 핀치                                       | Finch                                   | 동          | 토론토 렉스데일 이토비코 종합병원                                                          | 서                               | 맬튼 웨스트우드 스퀘어                                                | 모닝 스타 드라이브, 다셀 애비뉴, 핀치 애비뉴, 험버 칼리지 드라이브 (렉스데일 방면), 핀치 애비뉴 (맬튼 방면) | 매일 상시 운행                                                                   |
| 23   | 레이크쇼어                                 | Lakeshore                               | 동          | 토론토 롱브랜치 롱브랜치역                                                                 | 서                               | 클락슨 클락슨역                                                       | 레이크쇼어 로드 | 매일 상시 운행                                                                   |
| 24   | 노스웨스트                                 | Northwest                               | 북          | 맬튼 웨스트우드 스퀘어                                                                     | 남                               | 렌포스역                                                              | 고어웨이 드라이브, 에튀드 드라이브, 베벌리 스트리트, 에어포트 로드, 노스웨스트 드라이브, 아메리칸 드라이브, 노섬 드라이브, 올랜도 드라이브, 비스카운트 로드, 캠퍼스 로드, 패스켄 드라이브, 칼링뷰 드라이브, 렌포스 드라이브 | 평일 출퇴근 시간대 운행                                                          |
| 25   | 트레이더스 루프                            | Traders Loop                            | 시계 방향   | 시계 방향                                                                                  | 매더슨 블루버드 캔테이 로드 경유 | 매더슨 블루버드 캔테이 로드 경유                                      | 매더슨 블루버드, 펄본 스트리트, 프리몬트 블루버드, 캔테이 로드, 애브버리 로드, 밀버튼 드라이브, 휘틀 로드, 트레이더스 블루버드, 케네디 로드, 워틀린 애비뉴, 휘틀 로드 | 평일 출퇴근 시간대 운행                                                          |
| 26   | 번햄토르프                                 | Burnhamthorpe                           | 동          | 토론토 이즐링턴 / 시티센터웨스트 키플링역                                                  | 서                               | 에린밀스 사우스커먼 센터                                              | 사우스 밀웨이, 번햄토르프 로드, 블루어 스트리트, 던다스 스트리트 - 시티센터: 번햄토르프, 리빙 아츠, 래스번, 시티센터, 카리야 | 매일 상시 운행 시티센터 터미널 주말 경유                                         |
| 28   | 컨페더레이션                               | Confederation                           | 북          | 시티센터 미시소가 시티센터 버스 터미널                                                     | 남                               | 쿡스빌 미시소가 병원                                                  | 래스번 로드, 컨페더레이션 파크웨이, 센트럴 파크웨이, 레드먼드 로드, 페어뷰 로드, 컨페더레이션 파크웨이 | 매일 상시 운행 쿡스빌역 평일 퇴근 시간대 경유                                    |
| 29   | 파크로열 / 홈랜즈                          | Park Royal-Homelands                    | 북          | 센트럴에린밀스 에린밀스역                                                                  | 남                               | 클락슨 클락슨역                                                       | 에린밀스 파크웨이, 칼리지웨이, 글렌에린, 홈랜즈 드라이브, 사우스다운 로드, 트러스콧 드라이브, 윈스턴 처칠 블루버드, 브롬스그로브, 사우스다운 로드 | 매일 상시 운행                                                                   |
| 30   | 렉스데일                                   | Rexdale                                 | 동          | 토론토 렉스데일 베르가모트 애비뉴                                                          | 서                               | 맬튼 웨스트우드 스퀘어                                                | 모닝 스타 드라이브, 카털파 로드, 브랜든 게이트 드라이브, 네더우드 로드, 레드스톤 로드, 랭캐스터 애비뉴, 베벌리 스트리트, 헐 스트리트, 데리 로드, 렉스데일 블루버드 | 월-토 상시 운행 맬튼역 평일 출퇴근 시간대에 경유                                 |
| 34   | 크레딧밸리                                 | Credit Valley                           | 동          | 시티센터 미시소가 시티센터 버스 터미널                                                     | 서                               | 에린밀스 에린밀스 타운 센터                                           | 에린센터 블루버드, 윈스턴 처칠 블루버드, 에글린턴 애비뉴, 킹스브릿지가든 서클, 래스번 로드 - 일요일에는 윈스턴 처칠 대신 10번 라인 경유 | 매일 상시 운행                                                                   |
| 35   | 에글린턴                                   | Eglinton                                | 동          | 토론토 이즐링턴 / 시티센터웨스트 키플링역                                                  | 서                               | 처칠메도우스 처칠메도우스 커뮤니티 센터                               | 에글린턴 애비뉴, 427번 고속도로, 던다스 스트리트 - 처칠메도우스: 키플링 방면 9번 라인과 에글린턴, 처칠메도우스 방면 에린센터와 10번 라인 경유 | 매일 상시 운행                                                                   |
| 36   | 콜로니얼 / 리지웨이                        | Colonial-Ridgeway                       | 북          | 처칠메도우스 윈스턴 처칠역                                                                 | 남                               | 에린밀스 사우스커먼 센터                                              | 윈스턴 처칠 블루버드, 로열리스트 드라이브, 유니티 드라이브, 리지웨이 드라이브, 콜로니얼 드라이브, 리지웨이 드라이브, 가스우드 드라이브, 칼리지웨이 | 매일 상시 운행                                                                   |
| 38   | 크레딧뷰                                   | Creditview                              | 북          | 메도우베일 메도우베일 타운 센터                                                            | 남                               | 쿡스빌 쿡스빌역                                                       | 윈스턴 처칠 블루버드, 메도우파인 블루버드, 아젠시아 로드, 크레딧뷰 로드, 센트럴 파크웨이, 울프데일 로드, 던다스 스트리트 - 38A: 메도우파인 블루버드 대신 아젠시아 로드 경유 | 평일 상시 운행                                                                   |
| 38A  | 크레딧뷰 / 아젠시아                        | Creditview-Argentia                     | 북          | 메도우베일 메도우베일 타운 센터                                                            | 남                               | 쿡스빌 쿡스빌역                                                       | 윈스턴 처칠 블루버드, 메도우파인 블루버드, 아젠시아 로드, 크레딧뷰 로드, 센트럴 파크웨이, 울프데일 로드, 던다스 스트리트 - 38A: 메도우파인 블루버드 대신 아젠시아 로드 경유 | 주말 상시 운행                                                                   |
| 39   | 브리태니아                                 | Britannia                               | 동          | 렌포스역                                                                                   | 서                               | 메도우베일 메도우베일 타운 센터                                       | 윈스턴 처칠 블루버드, 데리 로드, 리스가 드라이브, 9번 라인, 브리태니아 로드, 케네디 로드, 매더슨 블루버드 | 매일 상시 운행                                                                   |
| 42   | 데리                                       | Derry                                   | 동          | 맬튼 웨스트우드 스퀘어                                                                     | 서                               | 메도우베일 메도우베일 타운 센터                                       | 글렌에린 드라이브, 데리 로드, 고어웨이 드라이브 | 매일 상시 운행                                                                   |
| 42A  | 데리                                       | Derry                                   | 동          | 맬튼 웨스트우드 스퀘어                                                                     | 서                               | 메도우베일빌리지 메이비스 로드                                        | 데리 로드, 고어웨이 드라이브 | 평일 상시 운행                                                                   |
| 43   | 매더슨 / 아젠시아                          | Matheson-Argentia                       | 동          | 렌포스역                                                                                   | 서                               | 메도우베일 메도우베일 타운 센터                                       | 윈스턴 처칠 블루버드, 아젠시아 로드, 미시소가 로드, 브리태니아 로드, 매더슨 블루버드 | 메도우베일 방면 평일 출근 시간대에, 렌포스 방면 평일 퇴근 시간대에 운행          |
| 44   | 미시소가 로드                              | Mississauga Road                        | 북          | 메도우베일 메도우베일 타운 센터                                                            | 남                               | 에린밀스 토론토 대학교 미시소가 캠퍼스                                | 애퀴테인 애비뉴, 밀크리크 드라이브, 에린밀스 파크웨이, 아젠시아 로드, 팔코너 드라이브, 퀸 스트리트, 미시소가 로드 | 매일 상시 운행                                                                   |
| 45   | 윈스턴 처칠                                | Winston Churchill                       | 북          | 메도우베일 메도우베일 타운 센터                                                            | 남                               | 클락슨 클락슨역                                                       | 윈스턴 처칠 애비뉴, 로열윈저 드라이브 - 플리머스 루프: 플리머스 드라이브, 브리스톨 서클, 윈스턴파크 드라이브, 플리머스 드라이브 | 매일 상시 운행                                                                   |
| 45A  | 윈스턴 처칠 / 스피크먼                     | Winston Churchill-Speakman              | 북          | 메도우베일 메도우베일 타운 센터                                                            | 남                               | 클락슨 클락슨역                                                       | 윈스턴 처칠 애비뉴, 스피크먼 드라이브, 해드웬 로드, 노스 셰리던 웨이, 레안 블루버드, 에린밀스 파크웨이, 사우스다운 로드 | 평일 출퇴근 시간대에 운행                                                        |
| 46   | 10번 라인 / 오스프리                       | 10th Line-Osprey                        | 북          | 메도우베일 메도우베일 타운 센터                                                            | 남                               | 에린밀스 에린밀스역                                                   | 애퀴테인 애비뉴, 트렐로니 서클, 오스프리 블루버드, 그로스비크 드라이브, 브리태니아 로드, 10번 라인, 에린센터 블루버드, 에린밀스 파크웨이 | 매일 상시 운행                                                                   |
| 48   | 에린밀스                                   | Erin Mills                              | 북          | 메도우베일 메도우베일 타운 센터                                                            | 남                               | 에린밀스 사우스커먼 센터                                              | 애퀴테인 애비뉴, 몬테비데오 로드, 배틀포드 로드, 에린밀스 파크웨이 - 사우스커먼 루프: 에린밀스 파크웨이, 칼리지웨이, 사우스 밀웨이, 번햄토르프 로드 | 매일 상시 운행                                                                   |
| 49   | 맥도웰                                     | McDowell                                | 동          | 에린밀스 에린밀스 타운 센터                                                                | 서                               | 처칠메도우스 처칠메도우스 블루버드                                    | 맥도웰 드라이브, 윈스턴 처칠 블루버드, 에린센터 블루버드 - 처칠메도우스 루프: 맥도웰 드라이브, 처칠메도우스 블루버드, 토마스 스트리트, 9번 라인 | 평일 상시 운행                                                                   |
| 51   | 톰켄                                       | Tomken                                  | 북          | 카디프 블루버드                                                                            | 남                               | 미시소가밸리스 스탠필드 로드                                          | 톰켄 로드 - 던다스 루프: 던다스 스트리트, 헤인즈 로드, 미들필드 로드, 스탠필드 로드 | 매일 상시 운행                                                                   |
| 53   | 케네디                                     | Kennedy                                 | 북          | 휴론타리오 / 407번 고속도로 환승 주차장                                                    | 남                               | 쿡스빌 쿡스빌역                                                       | 에드워즈 블루버드, 어드미럴 블루버드, 케네디 로드, 센트럴 파크웨이, 미시소가밸리 블루버드, 센트럴 파크웨이, 휴론타리오 스트리트 | 평일 상시 운행                                                                   |
| 57   | 코트니파크                                 | Courtneypark                            | 동          | 렌포스역                                                                                   | 서                               | 브램턴 셰리던 대학 데이비스 캠퍼스                                    | 스틸즈 애비뉴, 메이비스 로드, 코트니파크 드라이브, 네더하트 로드, 브리태니아 로드, 컨베이어 드라이브, 컨베이어 로드, 렌포스 드라이브 - 공항화물청사: 브리태니아 로드 | 평일 상시 운행 일부 버스 공항화물청사 경유                                       |
| 61   | 메이비스                                   | Mavis                                   | 북          | 브램턴 셰리던 대학 데이비스 캠퍼스                                                         | 남                               | 시티센터 미시소가 시티센터 버스 터미널                                | 스틸즈 애비뉴, 메이비스 로드, 래스번 로드 | 매일 상시 운행                                                                   |
| 66   | 맥로플린                                   | McLaughlin                              | 북          | 브램턴 셰리던 대학 데이비스 캠퍼스                                                         | 남                               | 시티센터 미시소가 시티센터 버스 터미널                                | 맥로플린 로드, 컨페더레이션 파크웨이, 래스번 로드 | 매일 상시 운행                                                                   |
| 68   | 테리 폭스                                  | Terry Fox                               | 북          | 메도우베일빌리지 밴크로프트 드라이브                                                       | 남                               | 시티센터 미시소가 시티 센터 버스 터미널                               | 테리 폭스 웨이, 윈터튼 웨이, 길드우드 웨이, 맥로플린 로드 - 밴크로프트 루프: 브리태니아 로드, 크레딧뷰 로드, 밴크로프트 드라이브, 실켄 로맨 웨이 | 월-토 상시 운행                                                                  |
| 70   | 키튼                                       | Keaton                                  | 동          | 토론토 이즐링턴 / 시티센터웨스트 키플링역                                                  | 서                               | 매더슨 / 휴론타리오                                                   | 매더슨 블루버드, 키튼 크레센트, 펄본 스트리트, 브리태니아 로드, 맥로플린 로드, 캔테이 로드, 애브버리 로드, 밀버튼 로드, 워틀린 애비뉴, 휘틀 로드, 브리태니아 로드, 401번 고속도로, 427번 고속도로, 던다스 스트리트 | 키튼 방면 평일 출근 시간대에, 지하철 방면 평일 퇴근 시간대에 운행                |
| 71   | 셰리던 / 지하철                            | Sheridan-Subway                         | 동          | 토론토 이즐링턴 / 시티센터웨스트 키플링역                                                  | 서                               | 오크빌 윈스턴파크 플리머스 드라이브                                   | - 토론토 방면: 윈스턴파크 드라이브, 플리머스 드라이브, 스피크먼 드라이브, 해드웬 로드, 린 블루버드, 에린밀스 파크웨이, 링컨 그린, 파울러 드라이브, 에린밀스 파크웨이, 퀸 엘리자베스 웨이, 427번 고속도로, 이스트몰, 던다스 스트리트 - 오크빌 방면: 키플링 애비뉴, 가디너 고속도로, 퀸 엘리자베스 웨이, 에린밀스 파크웨이, 링컨 그린, 파울러 드라이브, 린 블루버드, 해드웬 로드, 스피크먼 드라이브, 셰리던파크 드라이브, 윈스턴파크 드라이브, 플리머스 드라이브 | 토론토 방면 평일 출근 시간대, 오크빌 방면 평일 퇴근 시간대 운행                  |
| 73   | 카마토                                     | Kamato                                  | 북          | 카마토 루프                                                                                | 남                               | 딕시역                                                                | 딕시 로드, 에임코 블루버드, 메인게이트 드라이브, 매더슨 블루버드, 앰블러 드라이브 - 카마토 루프: 카마토 로드, 앰블러 드라이브 | 평일 출퇴근 시간대에만 운행                                                      |
| 74   | 익스플로러                                 | Explorer                                | 동          | 렌포스역                                                                                   | 서                               | 딕시역                                                                | 딕시 로드, 에글린턴 애비뉴, 크리크뱅크 로드, 매더슨 블루버드, 익스플로러 드라이브, 스카이마크 애비뉴 | 평일 출퇴근 시간대에만 운행                                                      |
| 76   | 시티센터 / 지하철                          | City Centre-Subway                      | 동          | 토론토 이즐링턴 / 시티센터웨스트 키플링역                                                  | 서                               | 시티센터 미시소가 시티센터 버스 터미널                                | 래스번 로드, 시티센터 드라이브, 로버트 스펙 파크웨이, 번햄토르프, 427번 고속도로, 던다스 스트리트 | 평일 상시 운행                                                                   |
| 87   | 메도우베일 / 스카이마크                    | Meadowvale-Skymark                      | 동          | 렌포스역                                                                                   | 서                               | 메도우베일 메도우베일 타운 센터                                       | 윈스턴 처칠 블루버드, 브리태니아 로드, 에글린턴 애비뉴, 딕시 로드, 미시소가 트랜싯웨이 | 평일 출퇴근 시간대에만 운행                                                      |
| 90   | 테라가 / 코펜하겐 루프                     | Terragar-Copenhagen Loop                | 동          | 메도우베일 코펜하겐 로드                                                                   | 서                               | 리스가 테라가 블루버드                                                | - 메도우베일 방면: 테라가 블루버드, 데리 로드, 윈스턴 처칠 로드, 애퀴테인 애비뉴, 몬테비데오 로드, 데리 로드, 코펜하겐 로드 - 리스가 방면: 코펜하겐 로드, 몬테비데오 로드, 애퀴테인 애비뉴, 윈스턴 처칠 블루버드, 데리 로드, 로즈허스트 드라이브, 테라가 블루버드 | 평일 평시에 운행                                                                 |
| 90   | 테라가 / 코펜하겐 루프                     | Terragar-Copenhagen Loop                | 동          | 메도우베일 메도우베일역                                                                    | 서                               | 리스가 테라가 블루버드                                                | - 메도우베일 방면: 테라가 블루버드, 데리 로드, 윈스턴 처칠 블루버드, 애퀴테인 애비뉴, 글렌에린 드라이브, 코펜하겐 로드, 몬테비데오 로드, 애퀴테인 애비뉴 - 리스가 방면: 애퀴테인 애비뉴, 몬테비데오 로드, 코펜하겐 로드, 데리 로드, 글렌에린 드라이브, 애퀴테인 애비뉴, 윈스턴 처칠 블루버드, 데리 로드, 로즈허스트 드라이브, 테라가 블루버드 | 메도우베일역 방면 평일 출근 시간대, 리스가 방면 평일 퇴근 시간대 운행            |
| 101  | 던다스 급행                                | Dundas Express                          | 동          | 토론토 이즐링턴 / 시티센터웨스트 키플링역                                                  | 서                               | 에린밀스 사우스커먼 센터 (토론토 대학교 미시소가 캠퍼스 경유)         | 사우스 밀웨이 · 던다스 스트리트 - 토론토 대학교 미시소가 캠퍼스: 미시소가 로드 | 평일 상시 운행                                                                   |
| 101A | 던다스 급행                                | Dundas Express                          | 동          | 토론토 이즐링턴 / 시티센터웨스트 키플링역                                                  | 서                               | 에린밀스 리지웨이 드라이브                                            | 던다스 스트리트 - 리지웨이 루프: 던다스 스트리트, 베가 블루버드, 레이어드 로드, 리지웨이 드라이브 | 평일 출퇴근 시간대에 운행                                                        |
| 103  | 휴론타리오 급행                            | Hurontario Express                      | 북          | 브램턴 브램턴 게이트웨이 터미널                                                            | 남                               | 쿡스빌 미시소가 병원                                                  | 휴론타리오 스트리트 - 퀸스웨이 루프: 휴론타리오 스트리트, 퀸스웨이, 컨페더레이션 파크웨이, 페이슬리 블루버드 | 매일 상시 운행                                                                   |
| 104  | 데리 급행                                  | Derry Express                           | 동          | 맬튼 웨스트우드 스퀘어                                                                     | 서                               | 메도우베일 메도우베일 타운 센터                                       | 글렌에린 드라이브, 데리 로드, 파이낸셜 드라이브, 크레딧뷰 로드, 데리 로드, 고어웨이 드라이브 - 웨스트우드 루프: 고어웨이 드라이브, 모닝 스타 드라이브, 다셀 애비뉴, 에튀드 드라이브 | 2020년 12월 11일부로 운행 임시 중단                                              |
| 107  | 맬튼 급행                                  | Malton Express                          | 북          | 토론토 렉스데일 험버 대학 노스 캠퍼스                                                      | 남                               | 시티센터 미시소가 시티센터 버스 터미널                                | 고어웨이 드라이브, 노스웨스트 드라이브, 아메리칸 드라이브, 비스카운트 로드, 캠퍼스 로드, 칼링뷰 드라이브, 렌포스 드라이브, 미시소가 트랜싯웨이 - 험버 대학: 험버 칼리지 블루버드, 험버라인 드라이브, 험버라인 블루버드 | 평일 상시 운행, 여름 학기와 겨울 휴강일에는 웨스트우드 스퀘어에 종착.            |
| 107  | 맬튼 급행                                  | Malton Express                          | 북          | 맬튼 웨스트우드 스퀘어                                                                     | 남                               | 시티센터 미시소가 시티센터 버스 터미널                                | 고어웨이 드라이브, 노스웨스트 드라이브, 아메리칸 드라이브, 비스카운트 로드, 캠퍼스 로드, 칼링뷰 드라이브, 렌포스 드라이브, 미시소가 트랜싯웨이 - 험버 대학: 험버 칼리지 블루버드, 험버라인 드라이브, 험버라인 블루버드 |                                                                                  |
| 108  | 메도우베일 공업단지 급행                   | Meadowvale Business Express             | 북          | 메도우베일 아젠시아 로드                                                                   | 남                               | 토론토 이즐링턴 / 시티센터웨스트 키플링역                             | - 오전: 던다스 스트리트, 427번 고속도로, 401번 고속도로, 미시소가 로드, 데리 로드, 파이낸셜 드라이브, 크레딧뷰 로드, 메도우베일 블루버드, 신텍스 드라이브, 데리 로드, 아젠시아 로드 - 오후: 아젠시아 로드, 데리 로드, 신텍스 드라이브, 메도우베일 블루버드, 파이낸셜 드라이브, 크레딧뷰 로드, 데리 로드, 미시소가 로드, 401번 고속도로, 427번 고속도로, 던다스 스트리트                                                                                        | 메도우베일 공업단지 방면 평일 출근 시간대에, 지하철 방면 평일 퇴근 시간대에 운행 |
| 109  | 메도우베일 급행                            | Meadowvale Express                      | 북          | 메도우베일 메도우베일 타운 센터                                                            | 남                               | 토론토 이즐링턴 / 시티센터웨스트 키플링역                             | 애퀴테인 애비뉴, 윈스턴 처칠 블루버드, 미시소가 트랜싯웨이, 에글린턴 애비뉴, 427번 고속도로, 던다스 스트리트 | 매일 상시 운행                                                                   |
| 110  | 대학 급행                                  | University Express                      | 북          | 시티센터 미시소가 시티센터 버스 터미널 토론토 대학교 미시소가 캠퍼스, 사우스커먼 센터 경유 | 남                               | 클락슨 클락슨역 사우스커먼 센터 및 토론토 대학교 미시소가 캠퍼스 경유 | 미시소가 트랜싯웨이, 에린밀스 파크웨이, 에린밀스 파크웨이 (클락슨 방면), 칼리지웨이 (시티센터 방면), 미시소가 로드 (시티센터 방면), 던다스 스트리트 (시티센터 방면), 사우스다운 로드 | 평일 상시 운행                                                                   |
| 302  | 필립 포콕 / 블루어웨스트                   | Philip Pocock-Bloor West                | 동          | 필립 포콕 가톨릭 고등학교                                                                  | 서                               | 시티센터 미시소가 시티센터 버스 터미널                                | 톰켄 로드, 블루어 스트리트, 미시소가밸리 블루버드, 센트럴 파크웨이, 휴론타리오 스트리트, 번햄토르프 로드, 리빙 아츠 드라이브, 래스번 로드 | 학교 하교 시간대에 시티센터 방면으로 운행                                        |
| 304  | 마이클 고에츠 신부 고등학교 / 미시소가밸리 | Father Michael Goetz-Mississauga Valley | 동          | 미시소가밸리 센트럴 파크웨이 / 휴론타리오 스트리트                                         | 서                               | 미시소가밸리 마이클 고에츠 신부 고등학교                              | - 오전: 센트럴 파크웨이, 미시소가밸리 블루버드 (시계방향), 센트럴 파크웨이, 컨페더레이션 파크웨이 - 오후: 컨페더레이션 파크웨이, 페어뷰 로드, 미시소가 밸리 블루버드 (시계방향), 센트럴 파크웨이 | 학교 등하교 시간대에 운행                                                        |
| 306  | 스트리츠빌 고등학교 / 테리 폭스            | Streetsville Secondary-Terry Fox        | 동          | 스트리츠빌 윈터튼 웨이 / 메이비스 로드                                                     | 서                               | 스트리츠빌 스트리츠빌 고등학교                                        | 조이마 드라이브, 태너리 스트리트 (오전), 토마스 스트리트 (오후), 퀸 스트리트, 브리태니아 로드, 크레딧뷰 로드, 브리스톨 로드, 테리 폭스 웨이, 윈터튼 웨이 | 학교 등하교 시간대에 운행                                                        |
| 307  | 필립 포콕 고등학교 / 블루어 이스트         | Philip Pocock-Bloor East                | 동          | 토론토 이즐링턴 / 시티센터웨스트 키플링역                                                  | 서                               | 필립 포콕 고등학교                                                    | 톰켄 로드, 블루어 스트리트, 오클랜드 로드, 던다스 스트리트 | 학교 하교 시간대에 운행                                                          |
| 313  | 스트리츠빌 고등학교 / 메도우베일           | Streetsville Secondary-Meadowvale       | 북          | 메도우베일 메도우베일 타운 센터                                                            | 남                               | 스트리츠빌 스트리츠빌 고등학교                                        | 조이마 드라이브, 토마스 스트리트, 비스타 블루버드, 에린밀스 파크웨이, 윈드우드 드라이브, 투어스 로드, 밀러스 그로브, 배틀퍼드 로드, 윈스턴 처칠 블루버드, 애퀴테인 애비뉴 | 학교 하교 시간대에 운행                                                          |
| 314  | 릭 한센 고등학교 / 크레딧뷰                | Rick Hansen Secondary-Creditview        | 북          | 크레딧뷰 릭 한센 고등학교                                                                  | 남                               | 크레딧뷰 브리스톨 / 크레딧뷰                                          | 크레딧뷰 로드, 브리태니아 로드, 테리 폭스 웨이, 드림 크레스트 로드 | 학교 등하교 시간대에 운행                                                        |
| 315  | 릭 한센 고등학교 / 시티센터                | Rick Hansen Secondary-City Centre       | 북          | 크레딧뷰 릭 한센 고등학교                                                                  | 남                               | 시티센터 미시소가 시티센터 버스 터미널                                | 드림 크레스트 로드, 윈터튼 웨이, 세레모니얼 드라이브, 페어윈드 드라이브, 킹스브릿지 가든, 휴론타리오 스트리트, 래스번 로드 | 학교 등하교 시간대에 운행                                                        |
| 321  | 스티븐 루이스 및 성녀 잔 다르크 고등학교   | Stephen Lewis-St. Joan of Arc           | 북          | 처칠메도우스 스티븐 루이스 고등학교 & 성녀 잔 다르크 고등학교                              | 남                               | 처칠메도우스 아티시언 드라이브 / 윈스턴 처칠 블루버드                 | 아티시언 드라이브, 세바스천 드라이브, 애퀴나스 애비뉴, 미들섹스 게이트, 10번 라인, 맥도웰 드라이브 (오후), 처칠 메도우스 블루버드 (오후), 토마스 스트리트 | 학교 등하교 시간대에 운행                                                        |
| 322  | 글렌포레스트 사우스                        | Glenforest South                        | 동          | 레이크뷰 고든 그레이든 메모리얼 고등학교                                                   | 서                               | 클락슨 클락슨역                                                       | 오그덴 애비뉴, 앳워터 애비뉴, 미네올라 로드, 휴론타리오 스트리트, 레이크쇼어 로드, 론파크 로드, 트러스콧 드라이브, 에린밀스 파크웨이 | 학교 하교 시간대에 운행                                                          |

## 같이 보기
- 마이웨이 (미시소가)
- 토론토의 시내버스 노선 목록
- 오크빌 교통
- 브램턴 교통